# Paco Alcácer
Francisco Alcácer García, meglio conosciuto come Paco Alcácer (Torrent, 30 agosto 1993), è un calciatore spagnolo, di ruolo attaccante, svincolato.

## Caratteristiche tecniche
Calciatore dal talento sopraffino, gioca come attaccante. Impiegato nel ruolo di centravanti, è un attaccante mobile solitamente utilizzato in moduli che prevedono un'unica punta, tuttavia si adatta bene anche in un 4-4-2. Ha caratteristiche fisiche da seconda punta, agile, rapido nell'andare al tiro, abile nel colpo di testa, ambidestro, le sue abilità principali sono il tiro da lontano e la freddezza a tu per tu con il portiere abbinate ad un ottimo senso del goal.

## Carriera

### Club

#### Gli inizi, il Valencia e il Getafe
Ha mosso i suoi primi passi nel CD Monte-Sión Torrent de Torrente, una cittadina vicino alla città di Valencia, emergendo nel club principale della città, Torrent. Successivamente è passato alle categorie inferiori del Valencia, club in cui ha esordito in una partita ufficiale con la prima squadra l'11 novembre 2010, a soli 17 anni, nella gara di ritorno dei sedicesimi di finale di Copa del Rey contro l'UD Logroñés, conclusasi una vittoria per 4-1, insieme ad un altro catalano come Isco, guidato dal coach Unai Emery.
Dopo l'Europeo Under-19 del 2011, ha disputato il campionato 2011-12 con la prima squadra, ed è riuscito a segnare il suo primo gol con la maglia valenciana nella 40ª edizione dell'Orange Trophy, disputata allo Stadio Mestalla il 12 agosto 2011 contro la Roma. Al termine di questa partita, vicino allo stadio, è morto improvvisamente il padre di Alcácer.

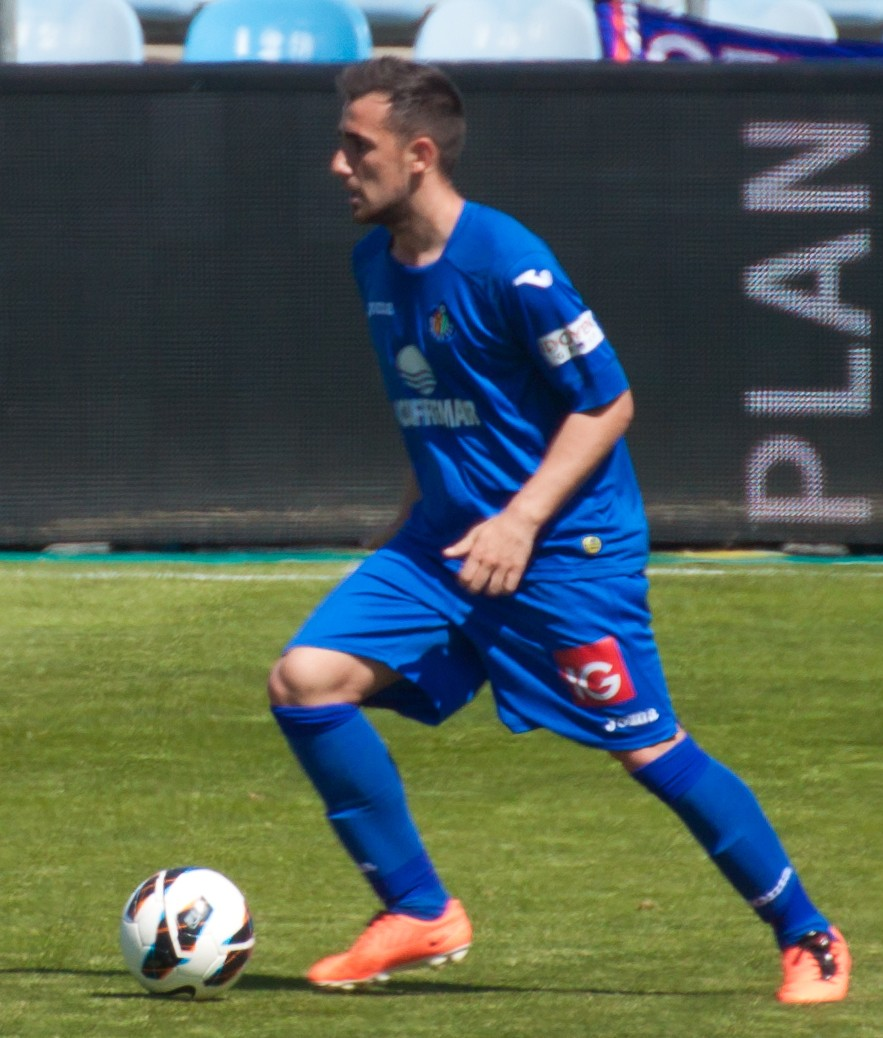
Paco Alcácer in azione con la maglia del Getafe nel 2013

Ha esordito in Prima Divisione il 14 gennaio 2012 contro la Real Sociedad, all'età di 18 anni, entrando in campo al 70' in sostituzione dell'infortunato Sofiane Feghouli per cercare di superare la partita, cosa che non è avvenuta quando sono stati sconfitti per 0-1. Non ha avuto continuità nella squadra di Emery, al di là di qualche allenamento con la prima squadra, venendo girato per una stagione al Getafe. Ha rinnovato il contratto con il Valencia fino al 2016, con una clausola rescissoria di 18,5 milioni di euro.
Il campionato 2012-13 si è svolto nuovamente con la prima squadra del Valencia per mano del nuovo allenatore Mauricio Pellegrino, che ha dichiarato in più occasioni di voler avere il giocatore in prima squadra. Inoltre, il direttore sportivo Braulio Vázquez, ha deciso di incorporare un attaccante con più esperienza come Nelson Haedo Valdez e ha trasferito Paco Alcácer al Getafe con una clausola per giocare almeno 20 partite durante la stagione. Nella stagione 2012-13 riesce a collezionare 23 presenze (tra campionato e coppa spagnola) condite da 4 goal.
Per la stagione 2013-14 torna al Valencia che, grazie anche alla partenza di Soldado, decide di puntare su di lui. Con la maglia numero 16, mette a segno diversi goal, soprattutto in Europa League in cui segna per ben 7 volte in 11 presenze totali diventando così il secondo marcatore della competizione dopo Jonathan Soriano. Da sottolineare è la partita di ritorno dei quarti di finale che vede il Valencia giocare in casa al Mestalla contro il Basilea. La squadra di casa deve rimontare la sconfitta 3-0 dell'andata, e Paco Alcácer segna una tripletta, risultando decisivo per il 5-0 finale. A fine stagione mette a segno complessivamente 14 goal in 33 gare ufficiali.
La stagione 2014-15 si apre nel migliore dei modi per il giovane attaccante, con un gol e un assist nelle prime 2 presenze di campionato, condite inoltre dalla prima convocazione con la Nazionale spagnola. Il bottino finale è di 14 reti tra campionato e Coppa del Re.
L'annata 2015-16 lo vede collezionare 15 reti nei confini nazionali e nessuna, in 9 presenze totali, nelle coppe europee (Champions ed Europa League).

#### Barcellona
Il 30 agosto 2016 si trasferisce al Barcellona per 30 milioni di euro, più 2 di eventuali bonus. Si lega al club catalano con un contratto quinquennale, comprendente una clausola rescissoria da 100 milioni. Il 4 novembre sigla la sua prima doppietta contro il Siviglia. In due stagioni, pur trovando poco spazio, conquista un campionato e due Coppe di Spagna.

#### Borussia Dortmund
Il 28 agosto 2018 passa al Borussia Dortmund in prestito oneroso per 2 milioni di euro con diritto di riscatto fissato a 23 milioni. Esordisce con i tedeschi il 14 settembre seguente, siglando al contempo anche la sua prima marcatura con il Dortmund, a scapito dell'Eintracht Francoforte. Il 6 ottobre 2018 realizza la sua prima tripletta con i tedeschi, a danno dell'Augusta: tali marcature lo portano ad eguagliare il record di Gert Dörfel, che era riuscito a segnare sei reti nelle prime tre presenze in campionato nel 1963; per Alcácer, tuttavia, il valore aggiunto è rappresentato dal fatto che tali reti sono state tutte realizzate da subentrato a gara in corso, con la media-gol record di una rete ogni 24 minuti. Il 23 novembre il Borussia Dortmund ha annunciato di voler riscattare il giocatore, formalizzando l’affare il successivo febbraio.
L'anno successivo, causa infortuni, gioca solo 10 partite (segnando 7 reti) tra campionato e coppe, e in gennaio, a seguito dell'arrivo del giovane Erling Haaland, viene relegato in panchina.

#### Villarreal e Sharjah
Il 30 gennaio 2020 viene acquistato dal Villarreal. Il 2 febbraio 2020, nella sua partita d'esordio, va subito a segno contro l'Osasuna.
Il 19 agosto 2022, dopo aver messo insieme 76 presenze e 21 gol totali e aver vinto un’Europa League, rescinde il proprio contratto con il Villarreal per accasarsi allo Sharjah.

### Nazionale

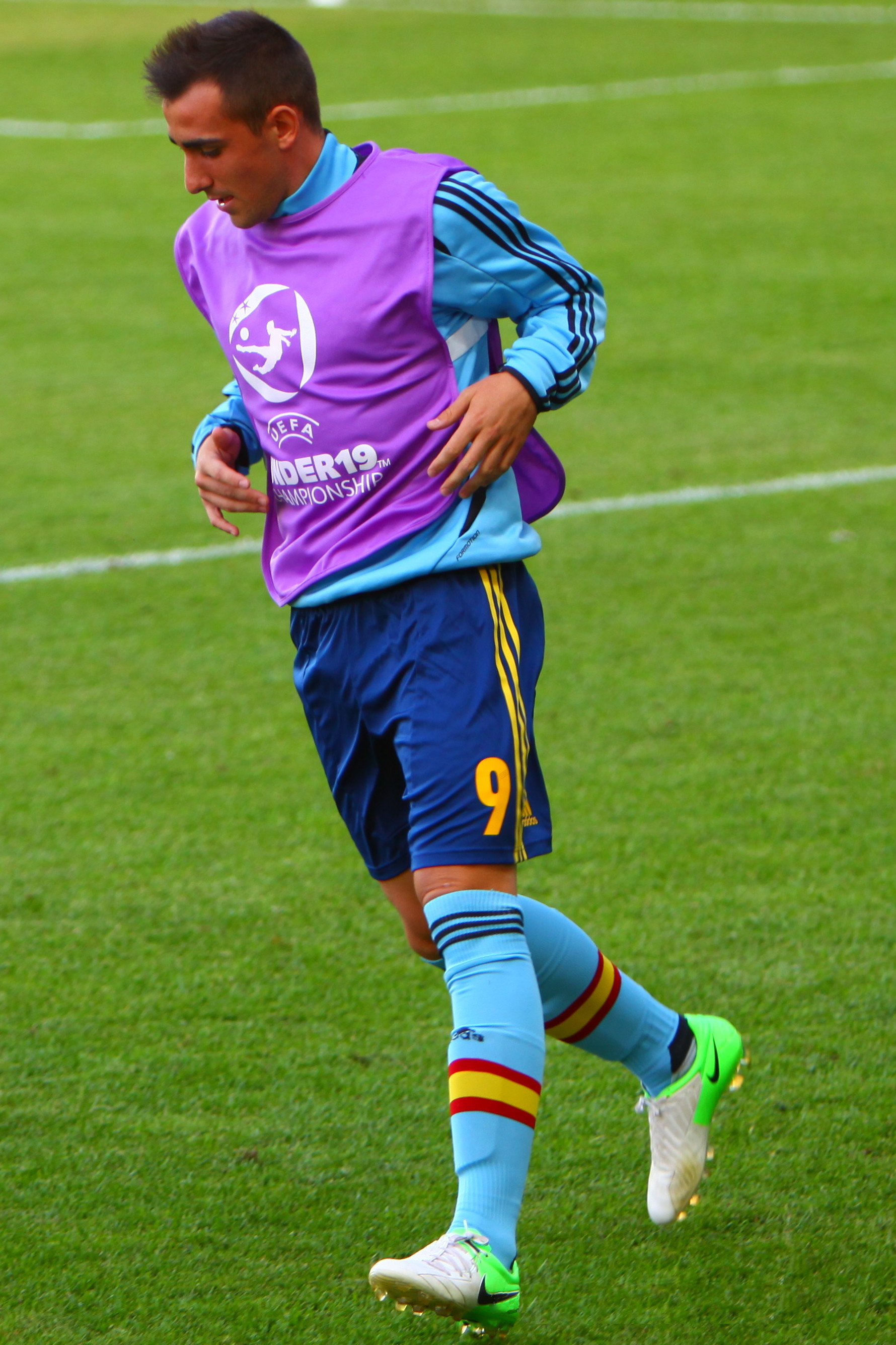
Paco Alcácer con la Spagna U-19

Partecipa agli Europei Under-19 del 2011 (4 presenze e 3 gol) e del 2012 (4 presenze e 2 gol), entrambi vinti dalla compagine iberica, oltre che ai Mondiali Under-20 del 2013, nei quali segna un gol nella terza ed ultima partita della fase a gironi, vinta per 2-1 contro i pari età della Francia, poi futuri campioni del torneo.
Nel 2013 esordisce con la nazionale spagnola Under-21, mentre al 2014 risale l'esordio con la nazionale spagnola maggiore in un match contro la Francia, in cui subentra a Diego Costa al 67' minuto di gara. Il 7 settembre 2014 mette a segno il primo gol con la maglia delle Furie rosse nella vittoria 5-1 contro la Macedonia, valida per le qualificazioni al campionato europeo di calcio 2016. Non convocato per il Mondiale 2018, Alcácer debutta in Nations League il 15 ottobre 2018, segnando peraltro uno dei due gol degli iberici contro l'Inghilterra.

## Statistiche

### Presenze e reti nei club
Statistiche aggiornate all'11 gennaio 2025.
| Stagione                 | Squadra                  | Campionato               | Campionato | Campionato | Coppe nazionali | Coppe nazionali | Coppe nazionali | Coppe continentali | Coppe continentali | Coppe continentali | Altre coppe | Altre coppe | Altre coppe | Totale | Totale |
| Stagione                 | Squadra                  | Comp                     | Pres       | Reti       | Comp            | Pres            | Reti            | Comp               | Pres               | Reti               | Comp        | Pres        | Reti        | Pres   | Reti   |
| ------------------------ | ------------------------ | ------------------------ | ---------- | ---------- | --------------- | --------------- | --------------- | ------------------ | ------------------ | ------------------ | ----------- | ----------- | ----------- | ------ | ------ |
| 2010-2011                | Valencia                 | PD                       | 0          | 0          | CR              | 1               | 0               | UCL                | 0                  | 0                  | -           | -           | -           | 1      | 0      |
| 2011-2012                | Valencia                 | PD                       | 3          | 0          | CR              | 0               | 0               | UCL+UEL            | 0                  | 0                  | -           | -           | -           | 3      | 0      |
| 2012-2013                | Getafe                   | PD                       | 21         | 3          | CR              | 3               | 1               | -                  | -                  | -                  | -           | -           | -           | 24     | 4      |
| 2013-2014                | Valencia                 | PD                       | 23         | 6          | CR              | 3               | 1               | UEL                | 11                 | 7                  | -           | -           | -           | 37     | 14     |
| 2014-2015                | Valencia                 | PD                       | 32         | 11         | CR              | 4               | 3               | -                  | -                  | -                  | -           | -           | -           | 36     | 14     |
| 2015-2016                | Valencia                 | PD                       | 34         | 13         | CR              | 3               | 2               | UCL+UEL            | 7+2                | 0                  | -           | -           | -           | 46     | 15     |
| ago. 2016                | Valencia                 | PD                       | 1          | 0          | CR              | 0               | 0               | -                  | -                  | -                  | -           | -           | -           | 1      | 0      |
| Totale Valencia          | Totale Valencia          | Totale Valencia          | 93         | 30         |                 | 11              | 6               |                    | 20                 | 7                  |             | -           | -           | 124    | 43     |
| ago. 2016-2017           | Barcellona               | PD                       | 20         | 6          | CR              | 4               | 2               | UCL                | 3                  | 0                  | SS          | -           | -           | 27     | 8      |
| 2017-2018                | Barcellona               | PD                       | 17         | 4          | CR              | 3               | 2               | UCL                | 2                  | 1                  | SS          | 1           | 0           | 23     | 7      |
| Totale Barcellona        | Totale Barcellona        | Totale Barcellona        | 37         | 10         |                 | 7               | 4               |                    | 5                  | 1                  |             | 1           | 0           | 50     | 15     |
| 2018-2019                | Borussia Dortmund        | BL                       | 26         | 18         | CG              | 1               | 0               | UCL                | 5                  | 1                  | -           | -           | -           | 32     | 19     |
| 2019-gen. 2020           | Borussia Dortmund        | BL                       | 11         | 5          | CG              | 1               | 1               | UCL                | 2                  | 0                  | SG          | 1           | 1           | 15     | 7      |
| Totale Borussia Dortmund | Totale Borussia Dortmund | Totale Borussia Dortmund | 37         | 23         |                 | 2               | 1               |                    | 7                  | 1                  |             | 1           | 1           | 47     | 26     |
| gen.-giu. 2020           | Villarreal               | PD                       | 13         | 4          | CR              | 1               | 0               | -                  | -                  | -                  | -           | -           | -           | 14     | 4      |
| 2020-2021                | Villarreal               | PD                       | 27         | 6          | CR              | 2               | 0               | UEL                | 10                 | 6                  | -           | -           | -           | 39     | 12     |
| 2021-2022                | Villarreal               | PD                       | 18         | 1          | CR              | 2               | 3               | UCL                | 3                  | 1                  | SU          | 0           | 0           | 23     | 5      |
| Totale Villarreal        | Totale Villarreal        | Totale Villarreal        | 58         | 11         |                 | 5               | 3               |                    | 13                 | 7                  |             | -           | -           | 76     | 21     |
| 2022-2023                | Sharjah                  | PL                       | 25         | 8          | CP+LC           | 5+4             | 1+0             | -                  | -                  | -                  | SUAE        | 1           | 0           | 35     | 9      |
| lug.-set. 2023           | Sharjah                  | PL                       | 2          | 1          | CP+LC           | 0+0             | 0+0             | AFC                | 1                  | 0                  | -           | -           | -           | 3      | 1      |
| set. 2023-2024           | Emirates                 | PL                       | 22         | 8          | CP+LC           | 0+1             | 0+0             | -                  | -                  | -                  | -           | -           | -           | 23     | 8      |
| 2024-2025                | Sharjah                  | PL                       | 7          | 0          | CP+LC           | 0+3             | 0+0             | ACL Two            | 4                  | 1                  | -           | -           | -           | 14     | 1      |
| Totale Sharjah           | Totale Sharjah           | Totale Sharjah           | 34         | 9          |                 | 12              | 1               |                    | 5                  | 1                  |             | 1           | 0           | 52     | 11     |
| Totale carriera          | Totale carriera          | Totale carriera          | 309        | 94         |                 | 41              | 16              |                    | 45                 | 17                 |             | 3           | 1           | 398    | 128    |

### Cronologia presenze e reti in nazionale
| Cronologia completa delle presenze e delle reti in nazionale ― Spagna | Cronologia completa delle presenze e delle reti in nazionale ― Spagna | Cronologia completa delle presenze e delle reti in nazionale ― Spagna | Cronologia completa delle presenze e delle reti in nazionale ― Spagna | Cronologia completa delle presenze e delle reti in nazionale ― Spagna | Cronologia completa delle presenze e delle reti in nazionale ― Spagna | Cronologia completa delle presenze e delle reti in nazionale ― Spagna | Cronologia completa delle presenze e delle reti in nazionale ― Spagna |
| Data                                                                  | Città                                                                 | In casa                                                               | Risultato                                                             | Ospiti                                                                | Competizione                                                          | Reti                                                                  | Note                                                                  |
| --------------------------------------------------------------------- | --------------------------------------------------------------------- | --------------------------------------------------------------------- | --------------------------------------------------------------------- | --------------------------------------------------------------------- | --------------------------------------------------------------------- | --------------------------------------------------------------------- | --------------------------------------------------------------------- |
| 4-9-2014                                                              | Saint-Denis                                                           | Francia                                                               | 1 – 0                                                                 | Spagna                                                                | Amichevole                                                            | -                                                                     | 67’                                                                   |
| 8-9-2014                                                              | Valencia                                                              | Spagna                                                                | 5 – 1                                                                 | Macedonia                                                             | Qual. Euro 2016                                                       | 1                                                                     | 57’                                                                   |
| 9-10-2014                                                             | Žilina                                                                | Slovacchia                                                            | 2 – 1                                                                 | Spagna                                                                | Qual. Euro 2016                                                       | 1                                                                     | 71’                                                                   |
| 12-10-2014                                                            | Lussemburgo                                                           | Lussemburgo                                                           | 0 – 4                                                                 | Spagna                                                                | Qual. Euro 2016                                                       | 1                                                                     |                                                                       |
| 15-11-2014                                                            | Huelva                                                                | Spagna                                                                | 3 – 0                                                                 | Bielorussia                                                           | Qual. Euro 2016                                                       | -                                                                     |                                                                       |
| 11-6-2015                                                             | León                                                                  | Spagna                                                                | 2 – 1                                                                 | Costa Rica                                                            | Amichevole                                                            | 1                                                                     |                                                                       |
| 5-9-2015                                                              | Oviedo                                                                | Spagna                                                                | 2 – 0                                                                 | Slovacchia                                                            | Qual. Euro 2016                                                       | -                                                                     | 75’                                                                   |
| 8-9-2015                                                              | Skopje                                                                | Macedonia                                                             | 0 – 1                                                                 | Spagna                                                                | Qual. Euro 2016                                                       | -                                                                     | 62’                                                                   |
| 9-10-2015                                                             | Logroño                                                               | Spagna                                                                | 4 – 0                                                                 | Lussemburgo                                                           | Qual. Euro 2016                                                       | 2                                                                     | 33’                                                                   |
| 12-10-2015                                                            | Kiev                                                                  | Ucraina                                                               | 0 – 1                                                                 | Spagna                                                                | Qual. Euro 2016                                                       | -                                                                     | 85’                                                                   |
| 13-11-2015                                                            | Alicante                                                              | Spagna                                                                | 2 – 0                                                                 | Inghilterra                                                           | Amichevole                                                            | -                                                                     | 74’                                                                   |
| 24-3-2016                                                             | Udine                                                                 | Italia                                                                | 1 – 1                                                                 | Spagna                                                                | Amichevole                                                            | -                                                                     | 86’                                                                   |
| 27-3-2016                                                             | Cluj-Napoca                                                           | Romania                                                               | 0 – 0                                                                 | Spagna                                                                | Amichevole                                                            | -                                                                     | 59’                                                                   |
| 11-10-2018                                                            | Cardiff                                                               | Galles                                                                | 1 – 4                                                                 | Spagna                                                                | Amichevole                                                            | 2                                                                     | 73’                                                                   |
| 15-10-2018                                                            | Siviglia                                                              | Spagna                                                                | 2 – 3                                                                 | Inghilterra                                                           | UEFA Nations League 2018-2019 - 1º turno                              | 1                                                                     | 56’                                                                   |
| 5-9-2019                                                              | Bucarest                                                              | Romania                                                               | 1 – 2                                                                 | Spagna                                                                | Qual. Euro 2020                                                       | 1                                                                     | 84’                                                                   |
| 8-9-2019                                                              | Gijón                                                                 | Spagna                                                                | 4 – 0                                                                 | Fær Øer                                                               | Qual. Euro 2020                                                       | 2                                                                     | 60’                                                                   |
| 15-11-2019                                                            | Cadice                                                                | Spagna                                                                | 7 – 0                                                                 | Malta                                                                 | Qual. Euro 2020                                                       | -                                                                     | 53’                                                                   |
| 18-11-2019                                                            | Madrid                                                                | Spagna                                                                | 5 – 0                                                                 | Romania                                                               | Qual. Euro 2020                                                       | -                                                                     | 67’                                                                   |
| Totale                                                                |                                                                       | Presenze                                                              | 19                                                                    |                                                                       | Reti                                                                  | 12                                                                    |                                                                       |

## Palmarès

### Club

#### Competizioni nazionali
- Coppa di Spagna: 2

Barcellona: 2016-2017, 2017-2018
- Campionato spagnolo: 1

Barcellona: 2017-2018
- Supercoppa di Germania: 1

Borussia Dortmund: 2019
- Coppa del Presidente degli Emirati Arabi Uniti: 2

Sharjah: 2021-2022, 2022-2023
- Supercoppa degli Emirati Arabi Uniti: 1

Sharjah: 2022
- Coppa di Lega (Emirati Arabi Uniti): 1

Sharjah: 2022-2023

#### Competizioni internazionali
- UEFA Europa League: 1

Villarreal: 2020-2021
- AFC Champions League Two: 1

Sharjah: 2024-2025

### Nazionale
- Campionato europeo di calcio Under-19: 2

Romania 2011, Estonia 2012

### Individuale
- Capocannoniere del Campionato europeo di calcio Under-17: 1

2010 (6 gol)